# Valdehúncar
Valdehúncar ist ein spanischer Ort und eine Gemeinde (municipio) mit 186 Einwohnern (Stand: 2024) in der Provinz Cáceres in der Autonomen Gemeinschaft Extremadura.

## Lage und Klima
Valdehúncar liegt im Osten der Provinz Cáceres an der Grenze zur neukastilischen Provinz Toledo in einer Höhe von ca. 370 m. Der Tajo begrenzt die Gemeinde im Süden. Die Entfernung zur Hauptstadt Cáceres beträgt ca. 85 km (Fahrtstrecke) in westsüdwestlicher Richtung. Das Klima ist meist warm und trocken; der Regen (726 mm/Jahr) fällt hauptsächlich im Winterhalbjahr.

## Bevölkerungsentwicklung
| Jahr      | 1970 | 1981 | 1991 | 2001 | 2011 | 2021 |
| Einwohner | 277  | 179  | 189  | 205  | 201  | 181  |

Die zunehmende Mechanisierung der Landwirtschaft, die Aufgabe bäuerlicher Kleinbetriebe („Höfesterben“) und die daraus resultierende Arbeitslosigkeit auf dem Land haben seit den 1950er Jahren zu einem deutlichen Rückgang der Einwohnerzahlen geführt.

## Sehenswürdigkeiten

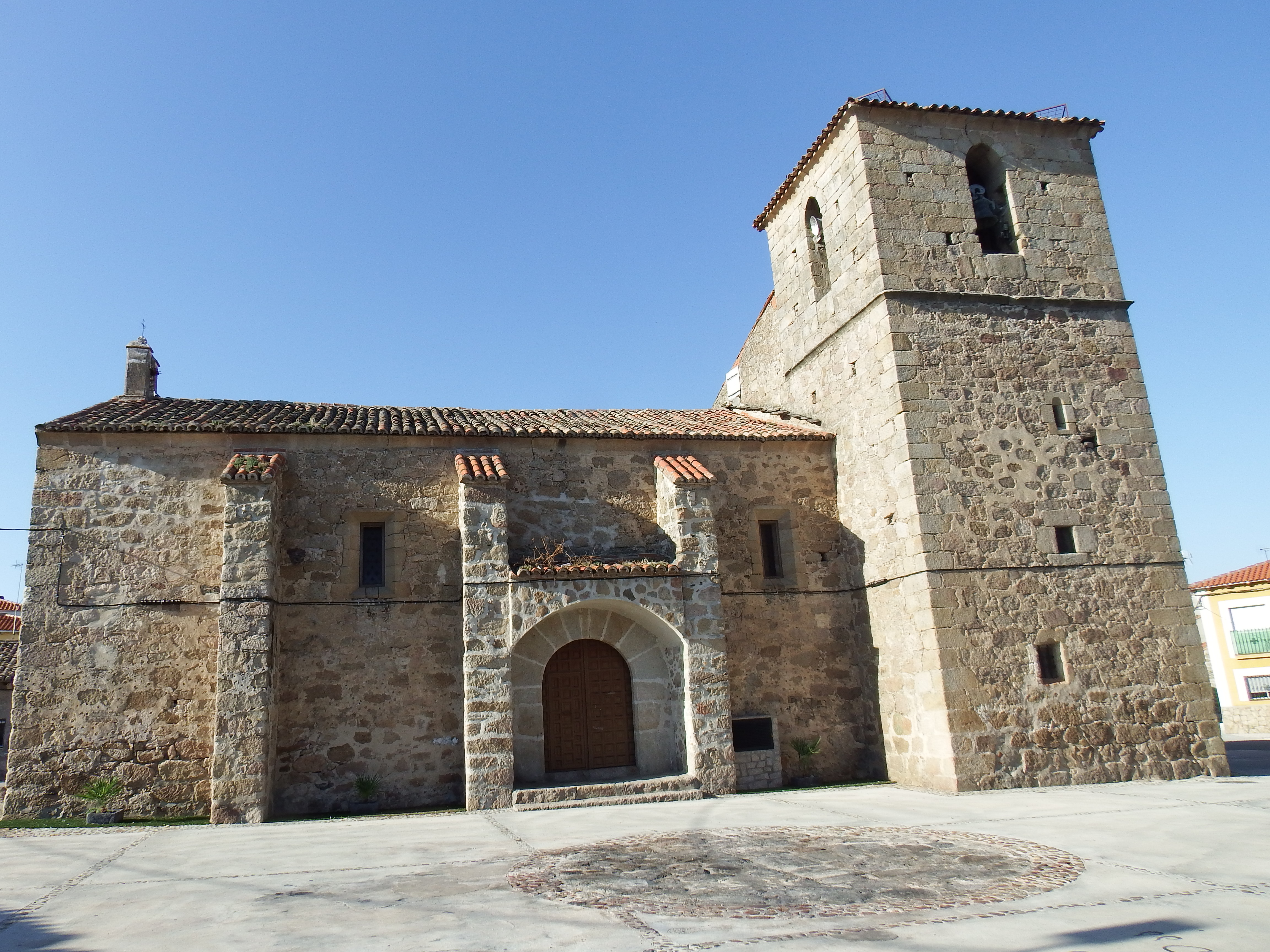
Magdalenenkirche
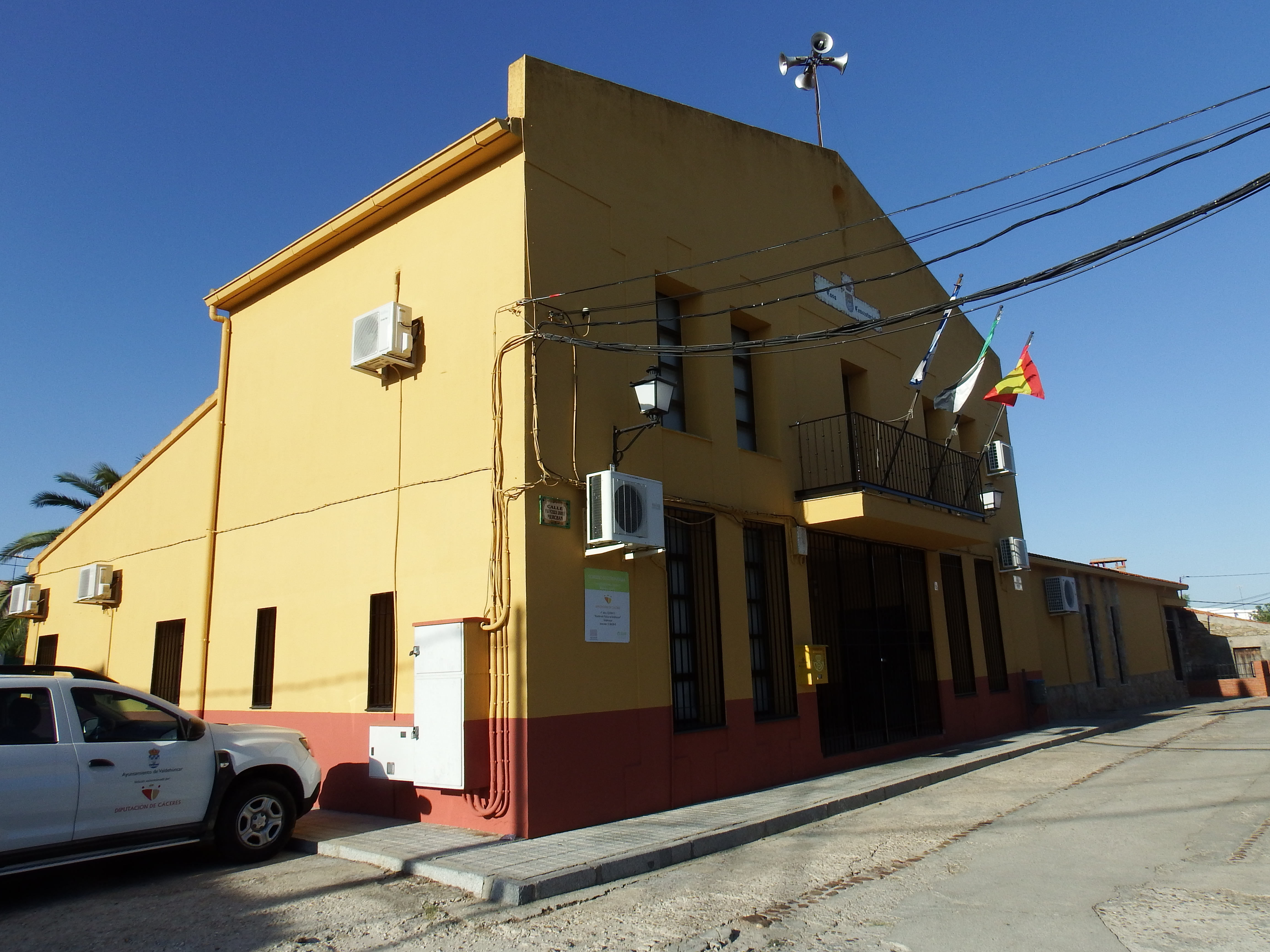
Rathaus

- Magdalenenkirche
- Rathaus